# Запис Манојловића храст (Кучајна)
Запис Манојловића храст (Кучајна) се налази на парцели чији је власник Манојловић Радован.

## Локација
| Општина             | Кучево                                                                      |
| Катастарска општина | Кучајна                                                                     |
| Потес               | Бањско поље                                                                 |
| Координате          | 44° 27′ 45″ С; 21° 39′ 44″ И / 44.462400000000002° С; 21.662099999999999° И |
| Надморска висина    | 160m                                                                        |

## Карактеристике
Дендрометријске вредности утврђене на терену и сателитским снимцима:
| Стабло                     | Храст |
| Висина стабла              | m     |
| Обим дебла                 | m     |
| Пречник крошње             | 26m   |
| Пречник дебла              | m     |
| Висина дебла до прве гране | m     |

## База записа
Запис је у оквиру Викимедија пројекта "Запис - Свето дрво" заведен под редним бројем 0015.